# Анорак

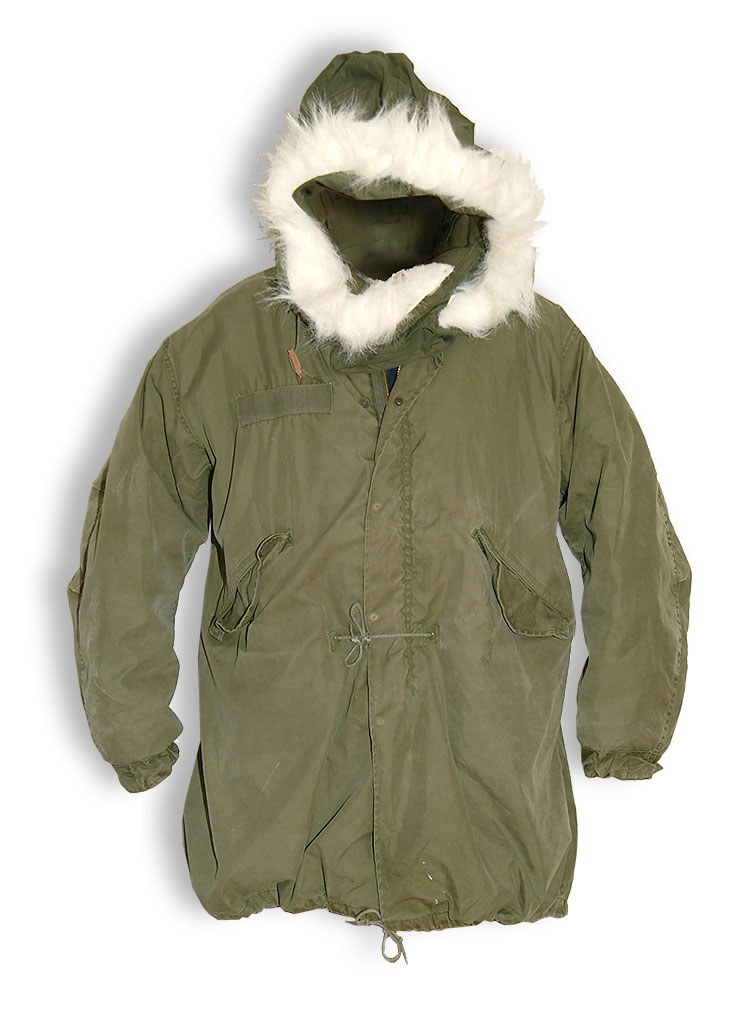
DustyRoyParka

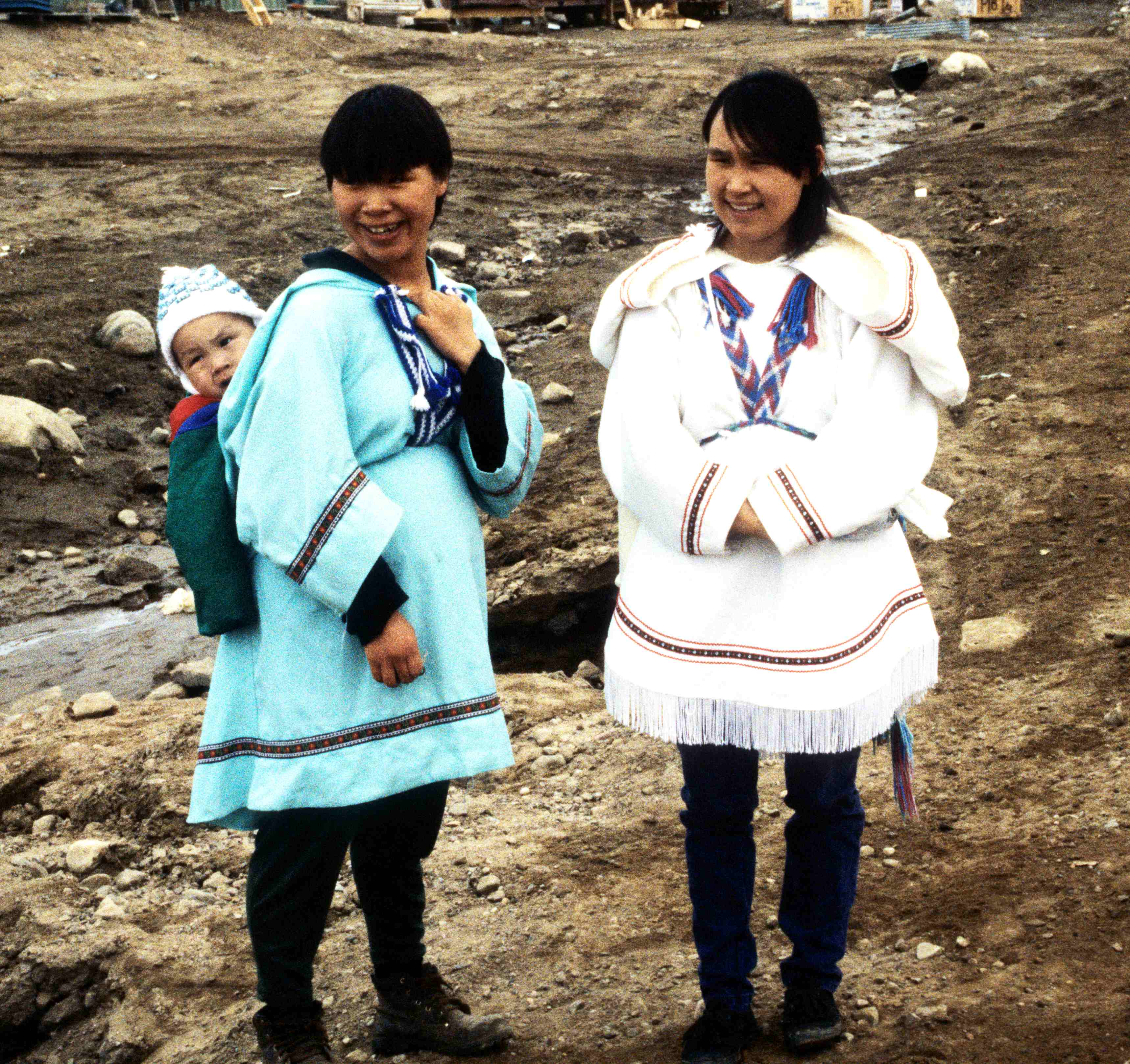
Амауті — різновид анорака

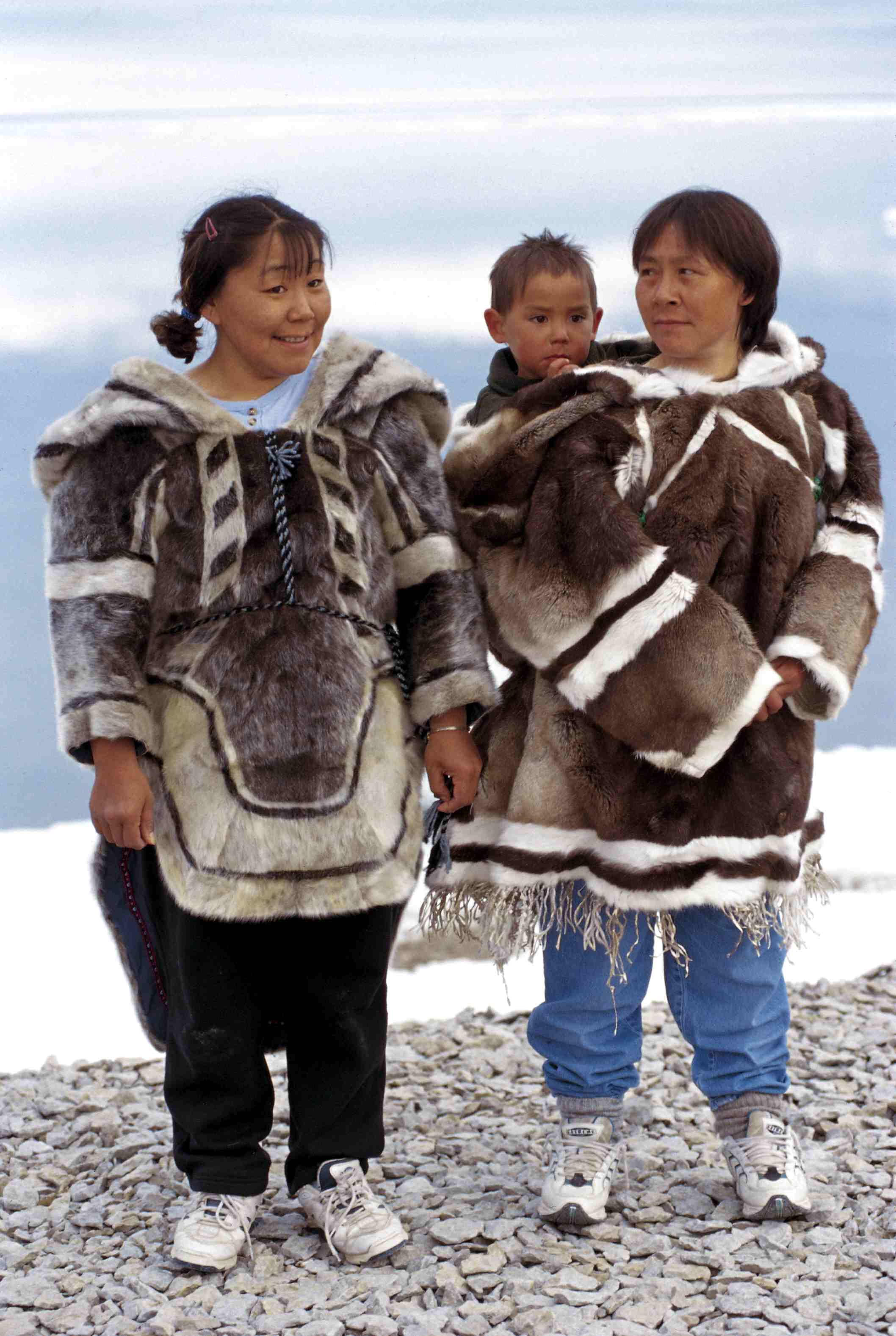
Різновиди анорака: зліва — seal, справа — caribou

Анора́к (anorak) або па́рка (parka) — вид теплої куртки з відлогою, часто з натуральним або штучним хутром, що захищає обличчя від морозу та вітру.
Спочатку цей вид верхнього одягу виготовлявся зі шкіри карібу (північного оленя) і мав однойменну назву caribou або тюленя (у такому випадку виріб називався seal) і вперше був створений інуїтами Карібу в арктичному регіоні, які потребували морозо-вітро-вологостійкий одяг під час полювання і каякінґу. Деякі види інуїтських курток регулярно вкривали риб'ячим жиром, щоб зберегти їх водонепроникність.
Слова «анорак» і «парка» часто використовуються як синоніми, але спершу були між ними істотні відмінності. Анорак створено, як водонепроникну куртку з відлогою і зав'язками на талії і на манжетах, а парку — як зимову куртку або пальто, завдовжки до колін, утеплена пухом чи синтетичною фіброю з хутряною відлогою. Первісно анорак мав вигляд светру-куртки без застібок-блискавок та ґудзиків, вдягався через голову. Але цю розбіжність в наш час[коли?] значною мірою втрачено.
Анорак і парка пройшли еволюцію від їхніх традиційних форм до таких дизайнерських варіантів з використанням сучасних матеріалів, як фіштейл (Fishtail), сноркел (Snorkel) і каґул (Cagoule).

## Галерея

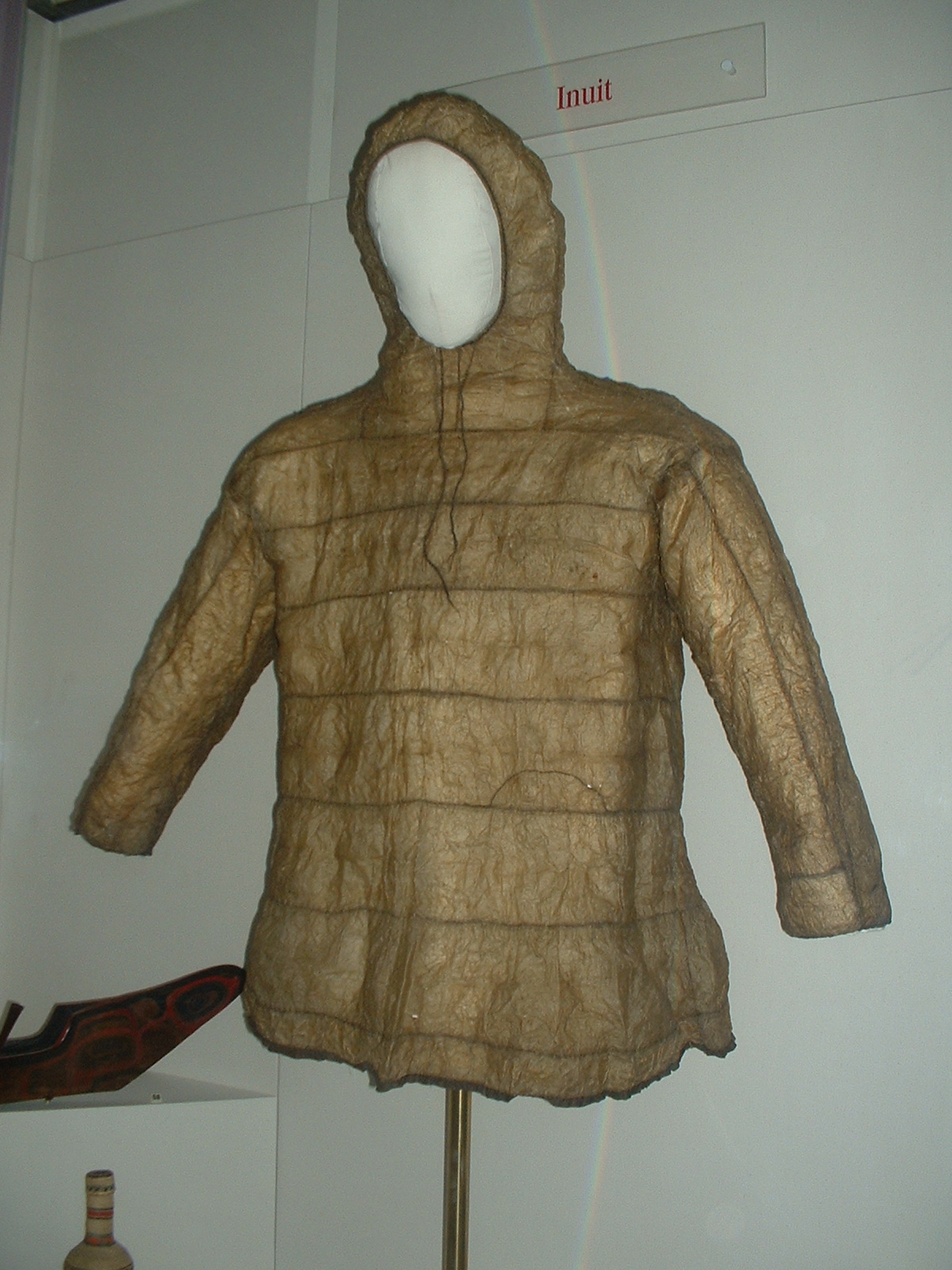
Inuit parka (Kamleika).
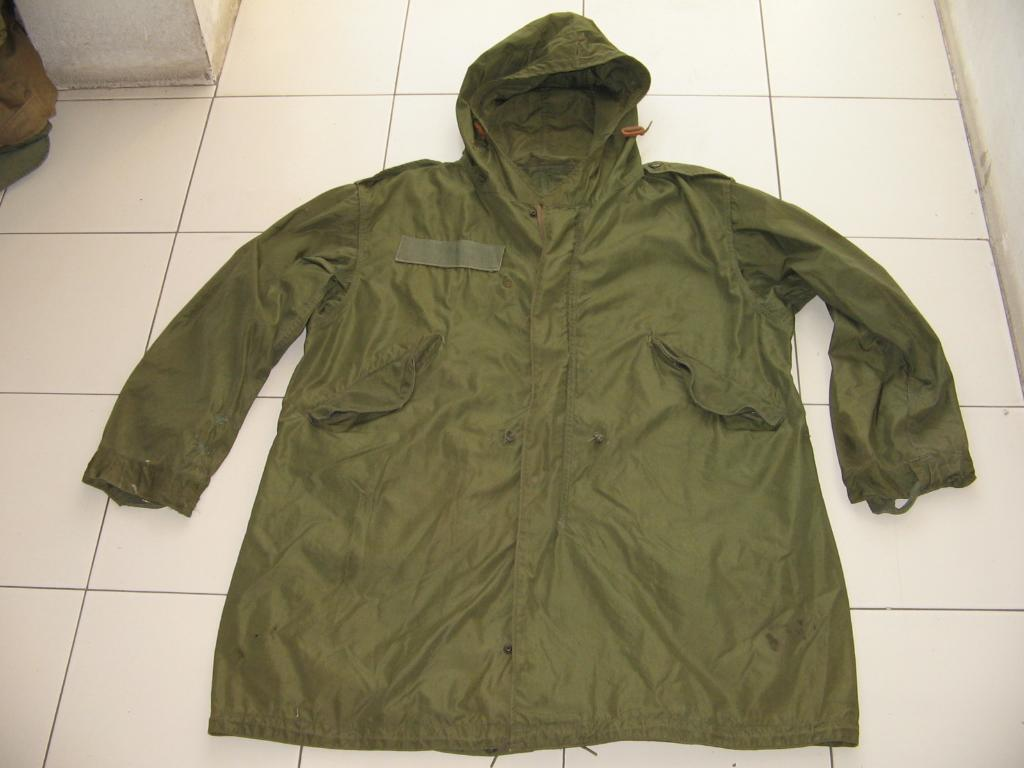
Fishtail Parka
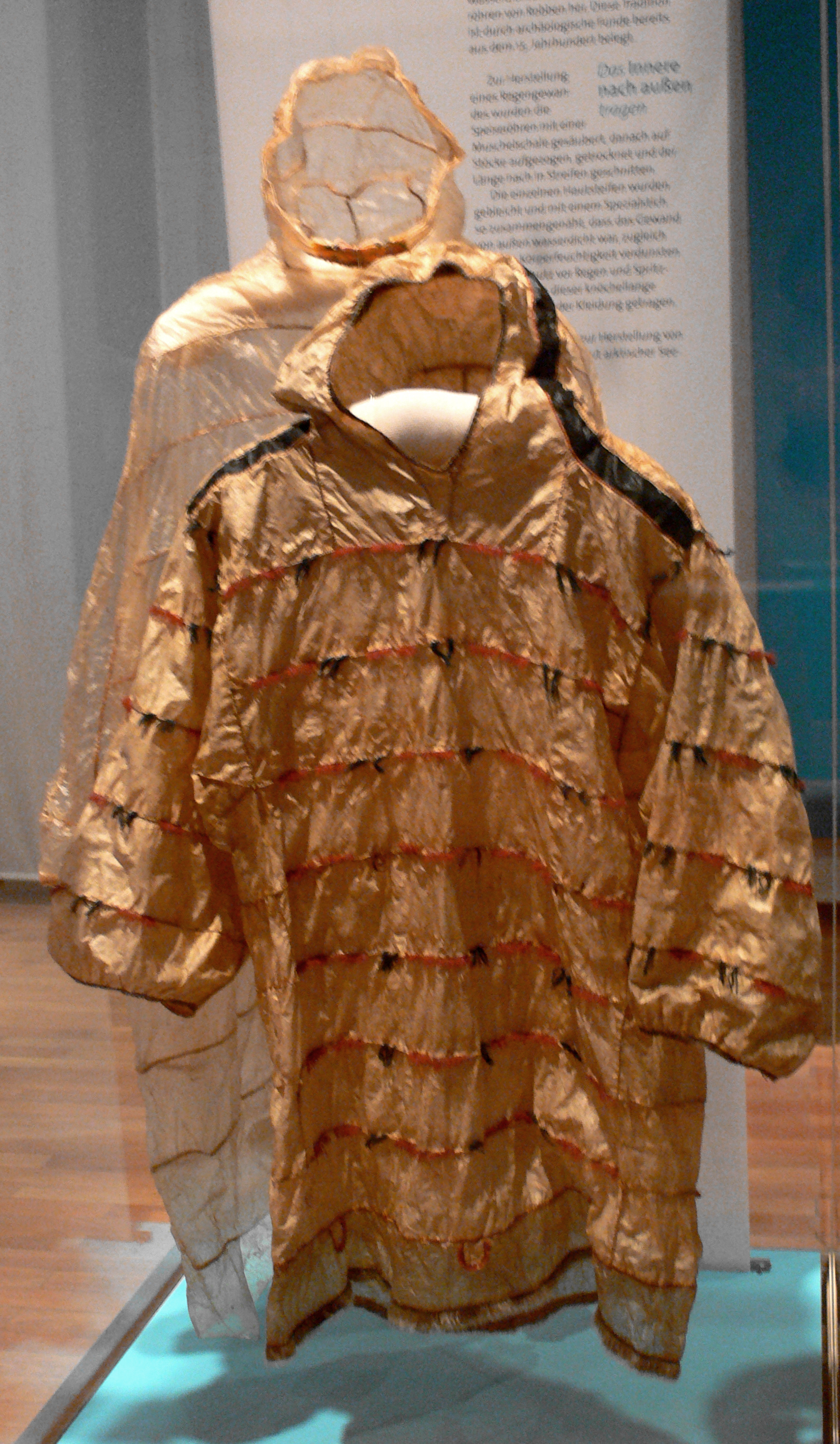
parka, Linden-Museum
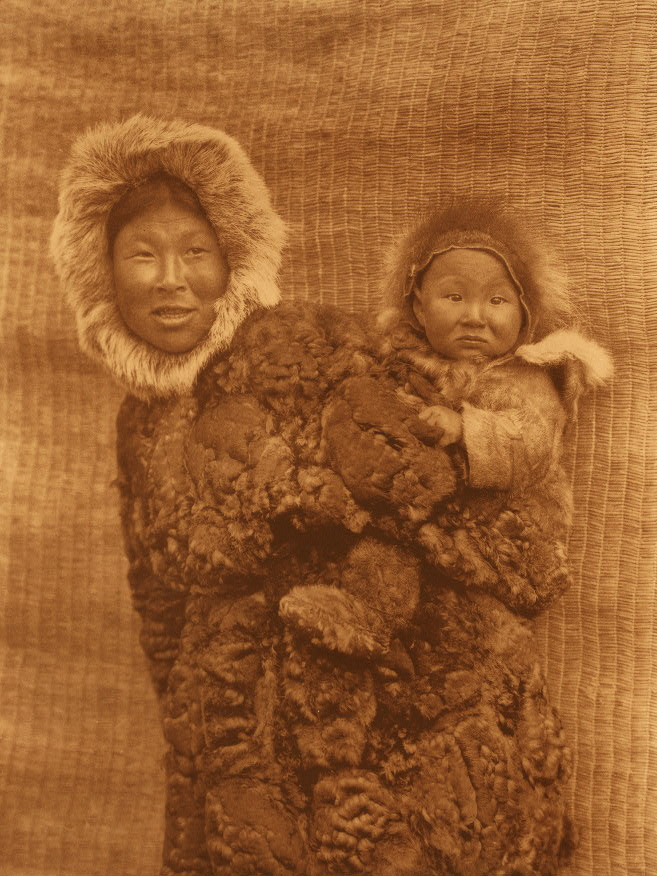
1930 р.
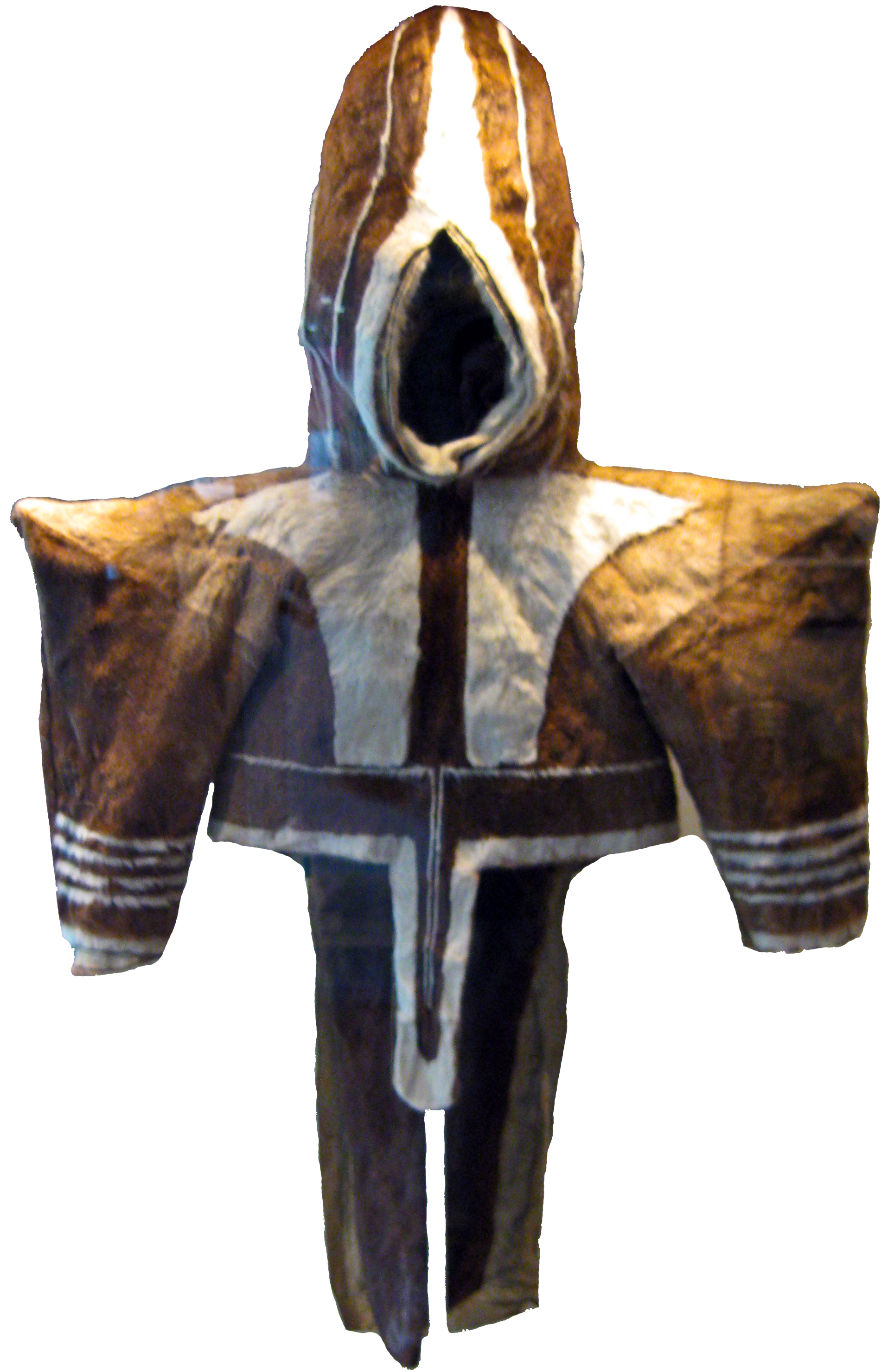
Інуїтська парка, поч. 20 ст.
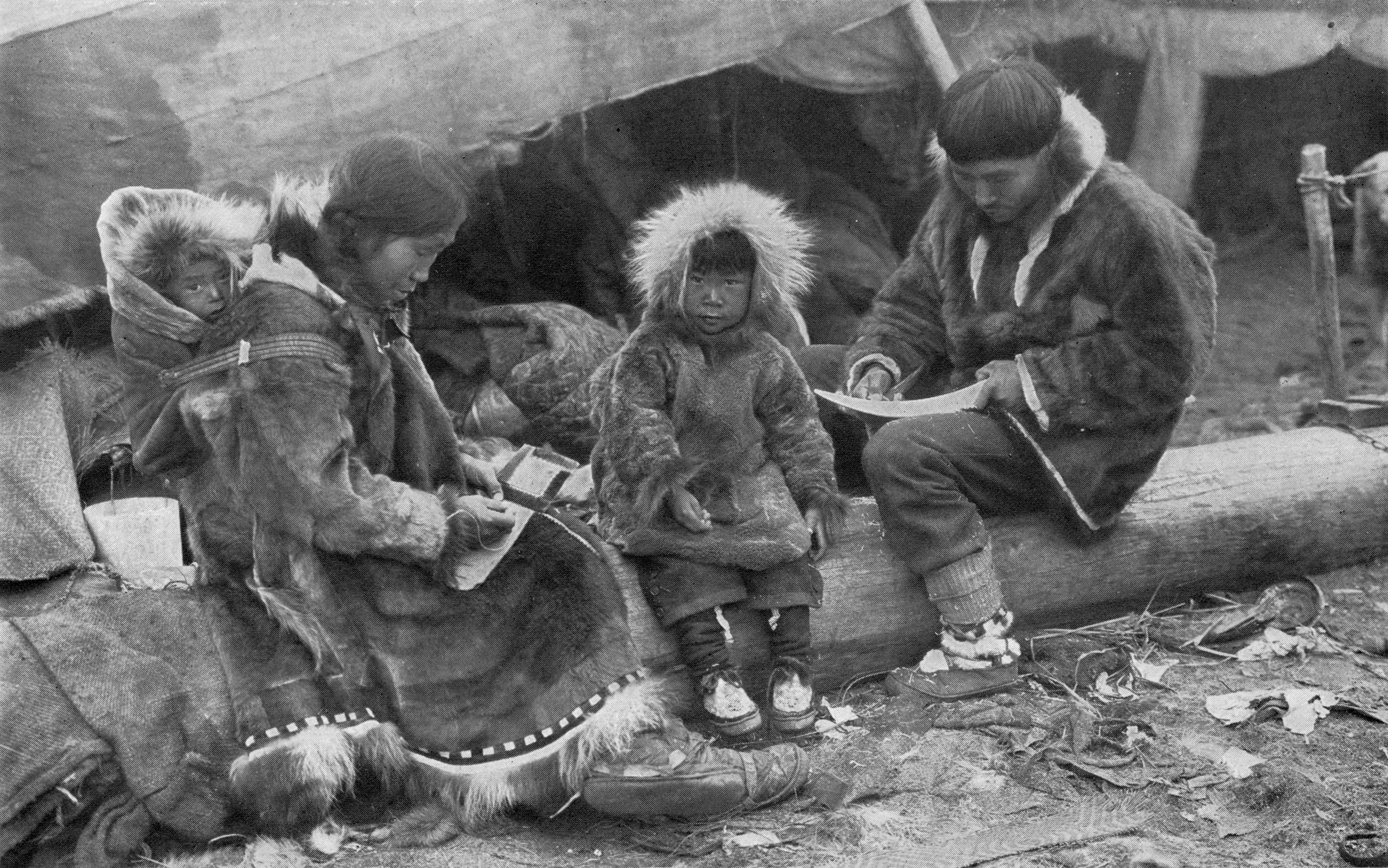
Сім'я ескімосів